# Фербенкс-Норт-Стар
Шаблон:StateAbbr_ 64°50′00″ пн. ш. 146°25′00″ зх. д. / 64.833333333333° пн. ш. 146.41666666667° зх. д.
Фербенкс-Норт-Стар (англ. Fairbanks North Star Borough) — боро у штаті  Аляска, США.

## Демографія
За даними перепису 2000 року загальне населення боро становило 82840 осіб, зокрема міського населення було 57635, а сільського — 25205. Серед мешканців боро чоловіків було 43217, а жінок — 39623. У боро було 29 777 домогосподарств, 20 502 родини, які мешкали в 33 291 будинках. Середній розмір родини становив 3,2.
Віковий розподіл населення поданий у таблиці:
| Стать    | До 15 років | 15-21 | 22-29 | 30-39 | 40-49 | 50-65 | 65-85 | Понад 85 |
| -------- | ----------- | ----- | ----- | ----- | ----- | ----- | ----- | -------- |
| Чоловіки | 10637       | 5290  | 6216  | 6976  | 6838  | 5431  | 1723  | 106      |
| Жінки    | 10280       | 4376  | 5282  | 6552  | 6585  | 4532  | 1845  | 171      |

## Оточення
- Юкон-Коюкук – північ
- Саутіст-Фейрбенкс – південний схід
- Деналі – південний захід